# Polychaeton citri
Polychaeton citri är en svampart som först beskrevs av Christiaan Hendrik Persoon, och fick sitt nu gällande namn av Joseph-Henri Léveillé 1846. Polychaeton citri ingår i släktet Polychaeton och familjen Capnodiaceae.   Inga underarter finns listade i Catalogue of Life.